# Coût par mille impressions
Pour les articles homonymes, voir CPM.
Le coût par mille impressions ou coût pour mille (CPM) (soit pour mille pages vues) est une unité qui sert à mesurer le coût d’achat d’un espace publicitaire sur un site internet.

## CPM
Le coût pour mille (CPM) est le principal mode de facturation des espaces publicitaires sur internet. C'est aussi, plus généralement, l'investissement nécessaire pour atteindre mille personnes avec un média donné, l'annonceur pouvant ainsi comparer différents médias.

## eCPM
L’Effective cost per mille (eCPM), c’est-à-dire CPM véritable, est utilisé pour mesurer la valeur d’un espace publicitaire vendu par un éditeur en utilisant un autre modèle publicitaire que le CPM, c’est-à-dire au coût par clic (CPC), au coût par lead (CPL) ou au coût par action (CPA).
En d’autres termes, le eCPM permet à l’éditeur de savoir quel aurait été le prix au CPM auquel il aurait dû vendre son espace utilisé par une campagne au coût par clic, au coût par lead ou au coût par action pour gagner la même somme d’argent.
Traditionnellement, après avoir vendu une partie de son espace publicitaire au CPM, l’éditeur diffuse des campagnes à la performance (au coût par clic, au coût par lead ou au coût par action) sur son espace invendu pour lesquelles il n’aura pas de garantie de revenu. En fin de mois, l’éditeur comparera le volume d’impressions qu’il a consacré à des campagnes à la performance avec les revenus tirés de ces campagnes à la performance :

## Les modèles publicitaires
Il existe plusieurs modèles publicitaires. Chaque modèle publicitaire fait écho à une étape du cycle de vente [Impression (affichage) > Clic > Lead (inscription) > Achat (action)] :
- Impression : modèle publicitaire au CPM (coût par mille impressions) ;
- Clic : modèle publicitaire au CPC (coût par clic) ;
- Lead : modèle publicitaire au CPL (coût par lead, par exemple, inscription à un site internet ou à une lettre d'information) ;
- Action : modèle publicitaire au CPA (coût par action, par exemple, un achat) ;
- Engagement : modèle publicitaire au CPE (coût par engagement, c'est-à-dire interaction avec l'annonce).